# Iryna Krasnjanska
Iryna Vasylivna Krasnjanska (ukrainska: Ірина Василівна Краснянська) (född 1987 i Vologda i Ryska SFSR i Sovjetunionen (nu Ryssland) är en ukrainsk världsmästare i artistisk gymnastik från Tjerkasy i Ukraina. Hon började med gymnastik vid fem års ålder.

## Meriter
- Deltog i OS 2008 i Peking där hon fick nöja sig med en 25:e plats i bom samt en 52:a plats i barr.[1]
- Tävlade vid Europamästerskapen 2007 där hon deltog i bom utan att nå pallen.
- Reste senare under 2007 till världsmästerskapen i Stuttgart, men var tvungen att lämna återbud på plats på grund av en skada.
- Blev världsmästare när hon vann bomtävlingen vid VM i Århus 2005.
- Var medlem i det ukrainska laget som blev fyra vid OS 2004.[1]
- Deltog också i världsmästerskapen i Anaheim 2003.